# Fluoreto de chumbo(II)
Fluoreto de chumbo(II) é uma substância química de fórmula PbF2. É um composto químico sólido branco, tóxico e inodoro. Aparece na forma do mineral fluorocronita.

## Aplicações
- Componente de eletrólitos sólidos .
- Componente de cerâmica e esmalte .

## Referência
1.Enciclopédia Química / Redkol.: Knunyants I.L. e outros ... - M .: Enciclopédia Soviética, 1995. - vol.4 - pág.639 - ISBN 5-82270-092-4 .

Esta categoria reúne artigos sobre  Chumbo.